# NGC 2463
NGC 2463 ist eine Elliptische Galaxie mit ausgedehnten Sternentstehungsgebieten vom Hubble-Typ E0 im Sternbild Luchs am Nordsternhimmel. Sie ist schätzungsweise 372 Millionen Lichtjahre von der Milchstraße entfernt und hat einen Durchmesser von etwa 65.000 Lichtjahren.
Im selben Himmelsareal befinden sich u. a. die Galaxien NGC 2458, NGC 2462, NGC 2469, NGC 2471.
Das Objekt wurde am 10. Februar 1831 von John Herschel entdeckt.